# Clarence Center
Clarence Center és una concentració de població designada pel cens dels Estats Units a l'estat de Nova York. Segons el cens del 2000 tenia 1.747 habitants.

## Demografia
Segons el cens del 2000, Clarence Center tenia 1.747 habitants, 622 habitatges, i 508 famílies. La densitat de població era de 318,2 habitants per km².
Dels 622 habitatges en un 41% hi vivien nens de menys de 18 anys, en un 69,9% hi vivien parelles casades, en un 9,2% dones solteres, i en un 18,2% no eren unitats familiars. En el 14,6% dels habitatges hi vivien persones soles el 7,1% de les quals corresponia a persones de 65 anys o més que vivien soles. El nombre mitjà de persones vivint en cada habitatge era de 2,81 i el nombre mitjà de persones que vivien en cada família era de 3,13.
Per edats la població es repartia de la següent manera: un 28,6% tenia menys de 18 anys, un 6,4% entre 18 i 24, un 29,8% entre 25 i 44, un 21,5% de 45 a 60 i un 13,7% 65 anys o més.
L'edat mediana era de 37 anys. Per cada 100 dones de 18 o més anys hi havia 88,5 homes.
La renda mediana per habitatge era de 66.311 $ i la renda mediana per família de 70.179 $. Els homes tenien una renda mediana de 53.542 $ mentre que les dones 27.266 $. La renda per capita de la població era de 25.363 $. Entorn de l'1,7% de les famílies i l'1% de la població estaven per davall del llindar de pobresa.